# Трон зі скла
«Трон зі скла» — серія романів у жанрі епічного фентезі американської письменниці Сари Джанет Маас. Починається вона з однойменної книги, що вперше побачила світ 2 серпня 2012 року. Історія розповідає про життєвий шлях юної асасинки Селени Сардотін в Адарлені, де править жорстокий король. Впродовж книг головна героїня формує несподівані зв’язки та викриває змову на тлі своїх пригод. У жовтні 2018 року серія завершилася восьмою книгою.
Серія увійшла до списку бестселерів New York Times і була обрана Hulu та Disney-ABC Domestic Television для телесеріальної адаптації Марка Гордона .

## Загальна інформація
Наймайстерніша асасинка Адарлена вже рік відбуває покарання в Ендовірських копальнях — місці жорстокої каторжної праці, звідки нікому не вдавалося вибратися живим. Та одного разу їй випадає можливість здобути свободу. Кронпринц пропонує угоду: чотири роки на службі королівської родини, і вона вільна. Для цього потрібно лише перемогти у змаганні на цю посаду інших учасників:  воїнів, вбивць та злодіїв з усієї імперії.
Селену підхоплює вир інтриг, змов та смертельних небезпек. Втім, з останнім вона точно вміє давати раду! У цьому має допомогти заборонена магія, що тече її жилами, несподівані союзники та навіть коханці…

## Книги
УВАГА! Подана нижче інформація містить спойлери до книг.
| Порядок | Назва                | Дата публікації    | Обсяг (в оригіналі) |
| --- | -------------------- | ------------------ | ------------------- |
| 0 | "Клинок асасина"     | 13 березня 2014 р. | 464 сторінки        |
| Це приквел до основної серії "Трон зі Скла", що складається з пʼяти оповідань. До збірки входять чотири новели, що раніше були опубліковані лише в електронному форматі ("Асасин та Піратський Лорд", "Асасин та Пустеля", "Асасин та Підземний світ", "Асасин та Імперія", "Асасин та Цілитель"). У книжці розповідається про пригоди Селени Сардотін зі своїм напарником Семом Кортлендом землями Ерілеї. Примітка: Книга рекомендована Сарою Дж. Маас до прочитання після 2 книги основної серії "Корона опівночі" |                      |                    |                     |
| 1 | "Трон зі скла"       | 2 серпня 2012 р.   | 432 сторінки        |
| Сумнозвісна асасинка-підліток Селена отримує шанс стати особистим асасином короля-тирана, ставши представником кронпринца Доріна в змаганнях з найталановитішими злодіями та вбивцями країни. Їй доведеться пройти всі випробування, щоб дійти до фіналу, де героїні доведеться зіткнутися з рештою суперників. Коли у замку знаходять мертвих учасників, чиї тіла пошматовані, Селена заглиблюється у таємниці, що повʼязані не лише з нею, але й з її предками та створіннями темряви, що мешкають глибоко під замком. |                      |                    |                     |
| 2 | "Корона опівночі"    | 27 серпня 2013 р.  | 448 сторінок        |
| Селена, королівська чемпіонка, повинна вибороти свою волю, вбиваючи кожного, кого попросить правитель, але вона не може вбивати заради корони. З кожною інсценованою смертю вона наражає на небезпеку себе і своїх близьких друзів. Тут Селена мусить обирати між капітаном і принцом. Героїні прийдеться битися з силами, що загрожують значно більше, ніж король. Селена возз'єднується зі старим соратником, стає одержимою повстанським рухом і дізнається більше про королівське джерело влади. |                      |                    |                     |
| 3 | "Спадкоємиця вогню"  | 2 вересня 2014 р.  | 592 сторінки        |
| Селена вирушає до Вендліна, землі, де магія все ще вільно існує, щоб пройти фейські тренування з могутнім і холодним безсмертним воїном-фейрі Рованом Вайтторном. Напруга між ними зростає, пара повинна працювати разом, щоб зупинити злі сили, які сіють хаос. Селена ж вчиться сприймати себе як королеву Террасену. Тим часом в Адарлені Кейол об'єднується з генералом Аедіоном Ашривером, щоб підняти повстання проти короля, поки Дорін намагається зрозуміти свою силу, яка стрімко зростає. Манон Блекбік, безсмертна відьма Залізних зубів, змагається з іншими відьмами, щоб стати офіційним Лідером Крила клану. Напруга росте, що ж чекати далі? |                      |                    |                     |
| 4 | "Королева тіней"     | 1 вересня 2015 р.  | 672 сторінки        |
| Сильніша, ніж будь-коли, Аеліна Галатініус (вона ж Селена Сардотін) повертається до Ріфхолду, та цього разу вільною жінкою. Там вона дізнається, що багато чого змінилося з тих пір, як вона пішла: її давно втраченого кузена Аедіона захоплено, а її друга Доріна взято в полон принцом валґів. Аелін об'єднується з командою повстанців Кейола і своїм колишнім господарем, королем асасинів Аробінном Гамелом, щоб помститися за понад десять років болю. Їй прийдеться звільнити магію, позбутися короля Адарлену і врятувати Доріна. З іншого боку, в Мораті, Манон змушена використовувати своїх відьом для створення злих монстрів, які мають стати зброєю. Вона вагається між своїми обов'язками та зростаючою мораллю, але згодом знайомиться з Елідою Локан, служницею, яка є законною леді Перранта і донькою няньки Аеліни, коли та була дитиною.                               |                      |                    |                     |
| 5 | "Імперія штормів"    | 6 вересня 2016 р.  | 720 сторінок        |
| Аеліна Галатініус сповнена рішучості, що більше ніколи знову не повернеться спиною до свого королівства. Головна героїня робить усе, щоб зібрати армію. Аеліна та її двір подорожують Ерілеєю, намагаючись зупинити лорда валґів (демоноподібної раси) Еравана від знищення світу, але з такою кількістю заклятих ворогів, жадаючих помсти (включаючи королеву фейрі Мейву), виживання здається малоймовірним. Галатініус починає усвідомлювати, що в її житті є події, які, можливо, сталися не випадково; насправді, багато хто смикав за ниточки задовго до її народження, а вона була призначена для чогось набагато більшого, ніж думала. |                      |                    |                     |
| 6 | "Вежа світанку"      | 5 вересня 2017 р.  | 688 сторінок        |
| Під час подій "Імперії штормів" Кейол разом з Несрін Фалік вирушає на Південний Континент, щоб звернутися за лікуванням до талановитих цілителів і знайти союзників у назріваючій війні з Ераваном. Ірен Тауерс намагається зцілити Вестфолла. Під час розмов з Кейолом вона все більше заглиблюється у його минуле, незважаючи на власні застереження щодо його лояльності до тієї самої нації, яка переслідувала її родину. Тим часом Несрін за час свого перебування налагоджує стосунки зі своєю родиною і стає другом принца Сартака. |                      |                    |                     |
| 7 | "Королівство попелу" | 23 жовтня 2018 р.  | 992 сторінки        |
| Головна героїня продовжує чинити опір тортурам, сподіваючись повернутися до свого королівства після того, як Мейв на декілька місяців замкнула її у залізній труні. Рован разом зі своєю командою шукає Аеліну, свою споріднену душу та дружину. У той же час Аедіон і Лісандра продовжують захищати Террасен від сил, які прагнуть його знищити: Еравана. У них є армії, які Аеліна зібрала до того, як потрапила в полон. Після успішного союзу з Південним Континентом Кейол і його група поспішають дістатися до друзів, поки не стало надто пізно. Манон і Дорін стають ближчими, подорожуючи в пошуках Кроканських відьом, щоб зібрати армію, останній Вірдкі. Вони намагаються знайти відповіді на питання про їхню роль у війні та, як правити у своїх королівствах. У фінальній битві Аеліні та її друзям вдається знищити Мейв та Еравана раз і назавжди, повернувши мир на землю. |                      |                    |                     |

Інші книги
- Книжка-розмальовка «Трон зі скла» [2] (2016)

### Компанійська гра
"Вуглинки памʼяті" (eng. Embers of Memory) - карткова гра для двох осіб, за мотивами серії книг «Трон зі скла», що була випущена в жовтні 2019 року Osprey Games.  Дія розгортається під час подій останньої книги серії -"Королівство попелу". Гравці мають допомогти Аеліні пережити її ув’язнення та нелегкі випробування від Мейв, зануритися з головною героїнею у її спогади та допомогти їй знайти шлях назад. 
| рік      | Нагорода                                          | Номінант/Твір                                     | Результат |
| -------- | ------------------------------------------------- | ------------------------------------------------- | --------- |
| 2012 рік | Goodreads                                         | Найкраще фентезі та наукова фантастика для молоді | НОМІНАЦІЯ |
| 2013 рік | НОМІНАЦІЯ                                         | Найкраще фентезі та наукова фантастика для молоді | [ 5 ]     |
| 2014 рік | НОМІНАЦІЯ                                         | Найкраще фентезі та наукова фантастика для молоді | [ 6 ]     |
| 2015 рік | ПЕРЕМОГА                                          | Найкраще фентезі та наукова фантастика для молоді | [ 7 ]     |
| 2016 рік | НОМІНАЦІЯ                                         | Найкраще фентезі та наукова фантастика для молоді | [ 8 ]     |
| 2017 рік | НОМІНАЦІЯ                                         | Найкраще фентезі та наукова фантастика для молоді | [ 9 ]     |
| 2018 рік | Кращі з кращих                                    | НОМІНАЦІЯ                                         | [ 10 ]    |
| 2018 рік | Найкраще фентезі та наукова фантастика для молоді | ПЕРЕМОГА                                          | [ 11 ]    |

| рік      | Публікація      | Твір            | Категорія                      | Результат | Посилання |
| -------- | --------------- | --------------- | ------------------------------ | --------- | --------- |
| 2015 рік | BuzzFeed        | Королева тіней  | 16 найкращих книг YA 2015 року | 11        | [ 12 ]    |
| 2015 рік | The Independent | Королева тіней  | 10 кращих фантастичних романів | 4         | [ 13 ]    |
| 2013 рік | PopSugar        | Корона півночі  | Найкращі книги YA 2013 року    | 2         | [ 14 ]    |
| 2015 рік | PopSugar        | Королева тіней  | Найкращі книги YA 2015 року    | 8         | [ 15 ]    |
| 2016 рік | PopSugar        | Імперія штормів | Найкращі книги YA 2016 року    | 20        | [ 16 ]    |

1. ↑  Трон зі скла — купити книгу Сари Маас у Vivat. vivat.com.ua (укр.). Процитовано 4 квітня 2024.
2. ↑  Throne of Glass Coloring Book. Sarahjmaas. Архів оригіналу за 15 березня 2016. Процитовано 29 січня 2019.
3. ↑  Osprey Games. Архів оригіналу за 20 березня 2021. Процитовано 25 березня 2021.
4. ↑  Embers of Memory: a Throne of Glass game at Boardgame Geek. Архів оригіналу за 15 квітня 2021. Процитовано 25 березня 2021.
5. ↑  2013 Best Young Adult Fantasy & Science Fiction. Goodreads. Архів оригіналу за 8 жовтня 2021. Процитовано 12 жовтня 2021.
6. ↑  2014 Best Young Adult Fantasy & Science Fiction. Goodreads. Архів оригіналу за 8 жовтня 2021. Процитовано 12 жовтня 2021.
7. ↑  2015 Best Young Adult Fantasy & Science Fiction. Goodreads. Архів оригіналу за 20 грудня 2018. Процитовано 12 жовтня 2021.
8. ↑  2016 Best Young Adult Fantasy & Science Fiction. Goodreads. Архів оригіналу за 7 жовтня 2021. Процитовано 12 жовтня 2021.
9. ↑  2017 Best Young Adult Fantasy & Science Fiction. Goodreads. Архів оригіналу за 8 жовтня 2021. Процитовано 12 жовтня 2021.
10. ↑  Best of the Best. Goodreads. Архів оригіналу за 20 квітня 2021. Процитовано 12 жовтня 2021.
11. ↑  Best Young Adult Fantasy & Science Fiction. Goodreads. Архів оригіналу за 26 жовтня 2021. Процитовано 12 жовтня 2021.
12. ↑  Farrah, Arielle (21 грудня 2015). 16 Of The Best YA Books Of 2015. Buzzfeed. Архів оригіналу за 19 грудня 2021. Процитовано 19 грудня 2021.
13. ↑  Wallis, Max (13 листопада 2015). 10 best fantasy novels. Independent. Архів оригіналу за 7 травня 2022. Процитовано 19 грудня 2021.
14. ↑  The Best YA Books of 2013. Архів оригіналу за 21 грудня 2021. Процитовано 21 грудня 2021.
15. ↑  White, Hillary (11 березня 2016). The Best YA Books of 2015. PopSugar. Архів оригіналу за 19 грудня 2021. Процитовано 19 грудня 2021.
16. ↑  White, Hillary (11 березня 2016). The Best YA Books of 2016. PopSugar. Архів оригіналу за 19 грудня 2021. Процитовано 19 грудня 2021.